# 5623 Iwamori
5623 Iwamori eller 1990 UY är en asteroid i huvudbältet, som upptäcktes den 20 oktober 1990 av den japanske amatörastronomen Atsushi Sugie i Dynic-observatoriet. Den är uppkallad efter Yasuke Iwamori.
Asteroiden har en diameter på ungefär 14 kilometer och den tillhör asteroidgruppen Eos.